# الشارة (فرع العدين)

تعديل مصدري - تعديل

الشارة محلة تابعة لقرية السهلة، التابعة لعزلة المزاحن بمديرية فرع العدين إحدى مديريات محافظة إب في الجمهورية اليمنية، بلغ تعداد سكانها 250 حسب تعداد اليمن لعام 2004.